# Ma Loute
Ma Loute (La bahía en Hispanoamérica; Alta sociedad en España) es el nombre de una película francesa-alemana de 2016, dirigida por Bruno Dumont.

## Sinopsis
Verano de 1910. Varios turistas han desaparecido mientras descansaban en las hermosas playas de la costa de Ópalo. Los inspectores Machin y Malfoy pronto deducen que el centro de las misteriosas desapariciones debe ser la bahía del río Slack, un lugar donde el río y el mar se unen cuando hay marea alta. En ese lugar vive una pequeña comunidad de pescadores con extrañas costumbres. También veranea allí una excéntrica y decadente familia de la alta burguesía de Tourcoing y Lille, los Van Peteghem. Ma Loute, hijo de un pescador, y la joven Billie Van Peteghem se enamoran.

## Reparto
- Fabrice Luchini como André Van Peteghem.
- Juliette Binoche como Aude Van Peteghem.
- Valeria Bruni Tedeschi como Isabelle Van Peteghem.
- Jean-Luc Vincent como Christian Van Peteghem.
- Didier Desprès como Alfred Machin.
- Brandon Lavieville como Ma Loute Brufort.
- Raph como Billie Van Peteghem.
- Cyril Rigaux como Malfoy.